# اوشیبا نوبوهیکو
اوشیبا نوبوهیکو (به ژاپنی: 牛場 信彦, Ushiba Nobuhiko); ۱۶ نوامبر ۱۹۰۹ – ۳۱ دسامبر ۱۹۸۴) دیپلمات اهل ژاپن بود.